# باتريشيا جولدمان راكيتش
باتريشيا جولدمان راكيتش (بالإنجليزية: Patricia S. Goldman-Rakic)‏ (22 أبريل 1937 - 31 يوليو 2003) هي أستاذ متخصص في علم الأعصاب وطب الجهاز العصبي والطب النفسي وعلم النفس في كلية الطب جامعة ييل. وهي رائدة في البحث متعدد التخصصات في القشرة الامامية من الفص الجبهي والذاكرة العاملة. كما تدربت كطبيبة نفسانية، إلي أن أصبحت واحدة من أهم علماء علم الأعصاب في استكشاف الدماغ في العصر الحديث.

## النشاة والتعليم
ولدت باتريشيا جولدمان-راكيك في مدينة سالم ماساتشوستس الموافق 22 أبريل 1973، وهي واحدة من ثلاث شقيقات جميعهم حصل على دكتوراه في العلوم، ابويها هم ايرفينج شوير وجيني بيرل، الأب هو ابن للمهاجرين اللاتفيين والأم مهاجرة روسية. في مدينة بيبودي، ماساتشوستس تربت بارتيشيا والتحقت بمدرسة بيبودي للمحاربين القدامي الثانوية. كما درست العزف علي البيانو والكمان واتقنت فن الخط في سن صغير، حصلت باتريشيا على درجة البكالوريوس بامتيازمع مرتبة الشرف في علم الأعصاب من كلية فاسار في عام 1959، ودكتوراه علم النفس التجريبي من جامعة كاليفورنيا بمدينة لوس أنجلوس عام 1963.
اكملت غولدمان راكتيتش عملها ما بعد الدكتوراه في جامعة كاليفورنيا وجامعة نيويورك، في المعهد الوطني للصحة العقلية في علم النفس العصبي وبعد ذلك كرئيس لعلم الأعصاب التنموي. ثم انتقلت إلى كلية الطب بجامعة ييل عام 1979 حيث تزوجت باسكو في ييل والذي كان يعمل في نفس التخصص، ومن هنا بدأ عملهم معاً كفريق بارز، والذي استمرت باتريشيا بالعمل معه حتى وفاتها. كما عملت أستاذة لعلم الاعصاب في قسم علم الاعصاب في يوجين هيجينز بالإضافة لجهودها المشتركة في أقسام الطب النفسي وعلم الأعصاب وعلم النفس.

## الانجازات العلمية
كانت باتريشيا أول من اكتشف ووصف دائرة القشرة الدماغية وعلاقتها بالذاكرة العاملة. اعتقد العلماء في السابق أن الوظائف المعرفية العليا للقشرة الدماغية كانت خارج نطاق الدراسة العلمية. لكن أظهرت ابحاث باتريشيا-راكيتش أن الأساليب المستخدمة لدراسة القشرة الحسية يمكن تكييفها مع أعلى مناطق القشرة قبل الجبهية من الدرجة الأولى، مما يكشف عن الأسباب الدائرة للحصول على وظيفة معرفية أعلى. بسبب باتريشيا، بدأ العلماء في فهم الأساس البيولوجي العصبي للوظيفة المعرفية العليا، واضطرابات مثل الفصام، والزهايمر، واضطراب نقص الانتباه وفرط الحركة (ADHD)، والشلل الدماغي، ومرض باركنسون، والخرف. استخدمت منهج متعدد التخصصات، حيث قامت بتطبيق التقنيات البيوكيميائية والكهروفيزيولوجية والصيدلانية والتشريحية والسلوكية لدراسة الذاكرة العاملة. كانت رائدة في الدراسات الأولى لتأثيرات الدوبامين على وظيفة القشرة الدماغية، وهو البحث الحاسم لفهمنا لمرض الفصام، ADHD ومرض باركنسون. يمكن الاطلاع على مراجعة لعملها في الحياة، بما في ذلك دورها الرائد في إرشاد العالمات، في مجلة Neuron. بسبب عملها تلقت العديد من الجوائز المرموقة، من بينها تم انتخابها للأكاديمية الوطنية للعلوم عام 1990 والأكاديمية الأميريكية للفنون والعلوم عام 1991، ومعهد الطب التابع للأكاديمية الوطنية للعلوم عام 1994 والجمعية الفلسفية الأمريكية عام 1996.
شاركت غولدمان راكيك في تأليف أكثر من 300 مقال علمي كما شاركت في تحرير 3 كتب. كما أسست مجلة Cerebral Cortex Journal، وهي مجلة علمية متخصصة يتم اصدارها من مطبعة أكسفورد. لقد كان التوجه الرئيسي لعملها فحص بنية القشرة الأمامية للدماغ والتي كانت تعتبر ذات يوم غير قابلة للوصول الي عملية تحليل شاملة، في وقت مبكر من حياتها المهنية، درست قدرة الدماغ على إصلاح نفسه في وقت مبكر من التطور، وكانت من أوائل من استخدموا أجهزة التتبع الإشعاعي لفحص هذه الظاهرة.
عملت باتريشيا جولدمان أيضًا رئيسًا لجمعية علم الأعصاب بالفترة بين 1989-1990 وزميلًا في جمعية علم النفس الأمريكية.

## الحياة الشخصية
تزوجت باتريشيا من باسكو راكيتش، وهو أيضًا طبيب أعصاب، كما كان لدها شقيقتان، إحداهما توأمها المتطابق.

## الوفاة
في 29 من يوليو عام 2003، واثناء عبورها أحد الشوارع في مدينة هامدن ، كونيتيكت صدمتها سيارة. نقلت علي اثرها لمستشفي ييل- نيوهافن وتوفيت بعد ذلك بيومين، في 31 يوليو. ودفنت في مقبرة شارع جروف.
بعد وفاتها المأساوية، أنشأ كل من كونستانس وستيفن ليبر جائزة Goldman-Rakic للإنجاز المتميز في علم الأعصاب الإدراكي تخليداً لذكراها واكتشافتها العلمية حول القشرة الأمامية للدماغ. تُمنح الجائزة كل عام للعلماء والباحيثين المتميزين، من الطبيب النفسي إلى عالم الأعصاب الجزيئي، لتقديمهم دراسات علمية عن الإدارك. الجائزة قدرها 40,000 دولار أمريكي ويتم تقديم الجائزة للباحث أو المجموعات البحثية في حفل عشاء الجوائز الدولية السنوي في مدينة نيويورك.

## الأوسمة والجوائز
- المعهد الوطني للصحة العقلية grantee (1980–2000)
- W. Alden spencer Award، جامعة كولومبيا (1982)
- Krieg Cortical Discoverer Award, Cajal Club (1989)
- Inducted الأكاديمية الوطنية للعلوم (1990)
- Fyssen Foundation Prize in Neuroscience  [لغات أخرى]‏ (1990)
- Lieber Prize, National Alliance for Research on Schizophrenia and Depression (1991)
- Inducted الأكاديمية الأمريكية للفنون والعلوم (1991)
- Robert J. and Claire Pasarow Foundation Medical Research Award (1993)
- Karl Lashley Award, الجمعية الأمريكية للفلسفة (1996)
- Ariëns Kappers Medal، الأكاديمية الملكية الهولندية للفنون والعلوم (1996)
- Honorary doctorate, جامعة أوتريخت (2000)
- Gerard Prize, Society for Neuroscience (2002)

## روابط خارجية
- باتريشيا غولدمان-راكيتش: رسم خريطة القشرة الأمامية